# Hamra ekhagar
Hamra ekhagar är ett naturreservat i Kinda kommun i Östergötlands län.
Området är naturskyddat sedan 2003 och är 26 hektar stort. Reservatet omfattar ett strandområde vid västra Ämmern. Reservatet består av öppna hagar med ek.